# Nierswalde
Nierswalde is een dorp in de Duitse deelstaat Noordrijn-Westfalen, gelegen in de Kreis Kleef. Het dorp maakt sinds 1969 onderdeel van Stadt Goch. Op 30 juni 2016 telde Nierswalde 1.039 inwoners.
Nierswalde werd na de Tweede Wereldoorlog samen met Reichswalde (gemeente Kleef) in het Reichswald gebouwd als gerooide nederzetting voor verdrevenen uit de voormalige gebieden van het Duitse Rijk in het oosten. Rond Operatie Veritable was in dit gebied zwaar gevochten. De nieuwe bewoners waren in tegenstelling tot de inwoners rond het Reichswald voornamelijk protestants en daarom werd er een evangelische kerk gebouwd. Rond 1970 werd er ook een Nieuw-apostolische kerk gebouwd. Sinds 1969 werd Nierswalde bij Goch ingedeeld.

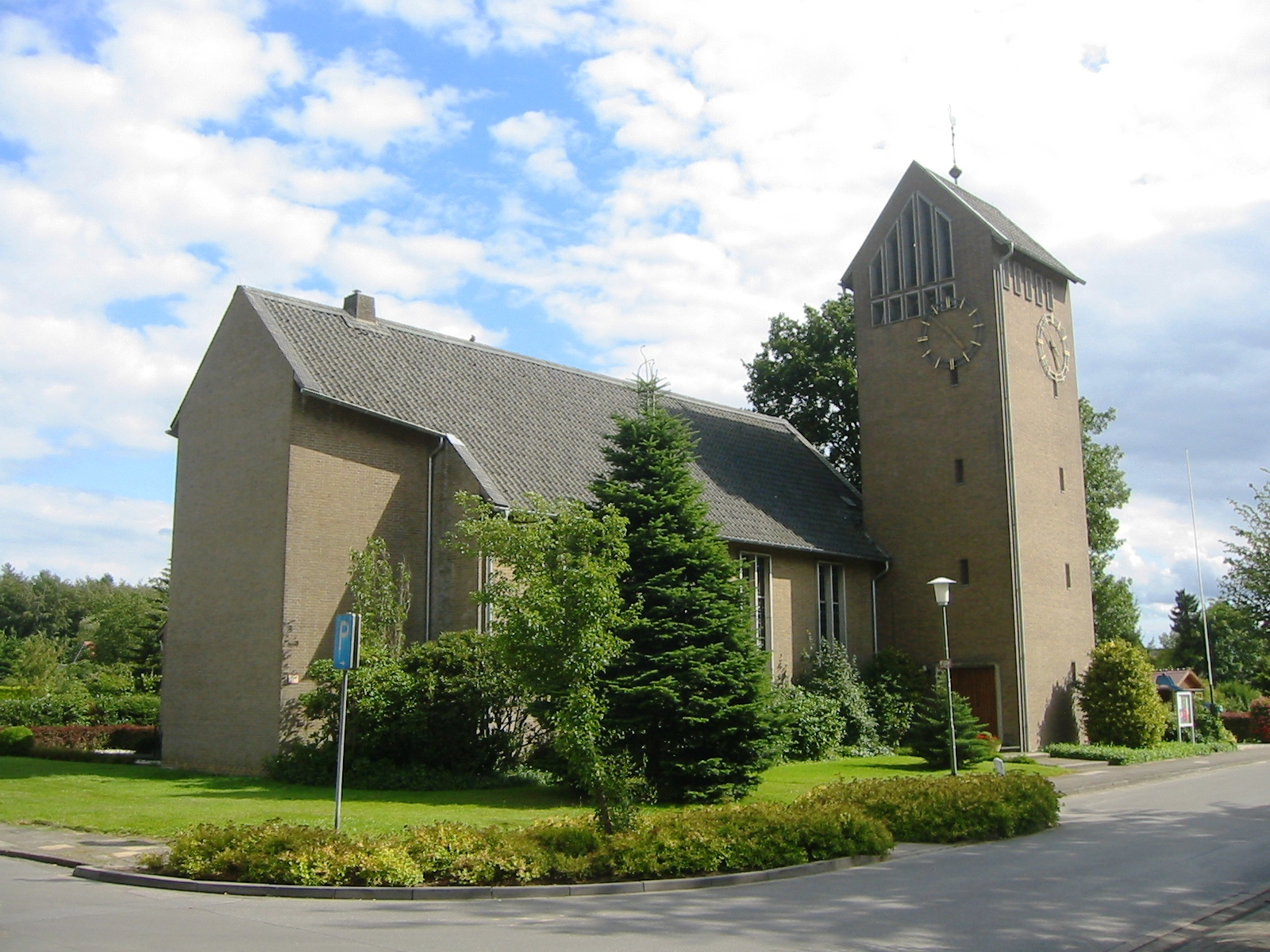
Kerk in Nierswalde

## Verenigingen
- Boerenvereniging: Ortsbauernschaft Nierswalde
- Brandweer (vrijwillig): Freiwillige Feuerwehr Nierswalde
- Dansvereniging: Tanzgruppe Nierswalde
- Heimatverein e.V. Nierswalde
- Koor: Nierswalder Chor
- Koor: Singkreis-Nierswalde
- Schutterij: Schützenverein Nierswalde 1957 e.V.
- Seniorenbond: Nierswalder Senioren
- Sportvereniging (voetbal, tennis, turnen, tafeltennis): VfL 1952 Nierswalde
- Vrouwenbond: Rheinische Landfrauen Nierswalde